# Кацнельсон Зиновій Борисович
Зіновій Борисович (Борухович) Кацнельсон (24 листопада 1892, місто Бобруйськ, тепер Білорусь — розстріляний 10 березня 1938, місто Москва) — високопоставлений співробітник радянських спецслужб ЧК-ОГПУ-НКВД. Комісар державної безпеки 2-го рангу (26.11.1935). Член ЦК КП(б)У в 1934—1937 роках.

## Життєпис
Народився в родині єврейського ремісника (пізніше - дрібного комісіонера). Зростав без батька, мати працювала акушеркою. Закінчив 2-х річну сільську школу.  З серпня 1901 по липень 1910 року навчався в 1-й гімназії в Москві. У серпні 1910 — серпні 1915 року — студент юридичного факультету Московського університету, закінчив чотири курси. У серпні 1915 — жовтні 1916 року — слухач спецкласів Лазаревського інституту східних мов у Москві.
У листопаді 1916 — березні 1917 року — рядовий 251-го запасного піхотного полку російської армії в Москві. У березні — травні 1917 року — рядовий 1-го навчального батальйону в Нижньому Новгороді. Член РСДРП (інтернаціоналістів-об'єднанців) з березня по вересень 1917 року.
З червня по жовтень 1917 року — слухач 2-ї школи прапорщиків у Москві.
Член РСДРП(б) з 17 вересня 1917 року.
У жовтні 1917 — червні 1918 року — комісар для доручень штабу Московського військового округу і Московського окружного військкомату.

## В органах ВЧК—ОГПУ—НКВД
У червні 1918 — січні 1919 року працював слідчим військового відділу ВЧК, у січні 1919 року — старшим слідчим особливого відділу ВЧК.
У січні — листопаді 1919 року — член колегії особливого відділу 3-ї армії РСЧА. З жовтня по листопад 1919 року тимчасово очолював Особливий відділ 3-ї армії. У листопаді 1919 — січні 1920 року — заступник голови особливого відділу Південно-Західного фронту. У січні — листопаді 1920 року — начальник особливого відділу 12-ї армії.
У грудні 1920 — січні 1921 року — помічник начальника адміністративно-організаційного управління ВЧК.
У січні 1921 — березні 1922 року — голова Архангельської губернської ЧК, повноважний представник ВЧК в Північному краї та начальник особливого відділу охорони північного кордону.
З липня по вересень 1922 року — т.в.о. начальника, у вересні 1922 — квітні 1925 року — начальник економічного управління ДПУ/ОДПУ СРСР. Одночасно працював начальником адміністративно-фінансового управління ВРНГ СРСР у 1923 — квітні 1925 року.
У травні — грудні 1925 року — повноважний представник ОДПУ в Закавказзі — голова Закавказького ОДПУ.
У грудні 1925 — серпні 1926 року служив головним інспектором військ ОДПУ і начальником відділу прикордонної охорони. У серпні 1926 — квітні 1929 року — начальник Головного управління прикордонної охорони і військ ОДПУ та, одночасно, начальник Вищої прикордонної школи ОДПУ.
У травні 1929 — лютому 1930 року — начальник секретно-оперативного управління і заступник повноважного представника ОДПУ по Північно-Кавказькому краю. Один з організаторів колективізації на Північному Кавказі.
У лютому — грудні 1930 року — член правління Державного банку СРСР.
У грудні 1930 — березні 1933 року — заступник повноважного представника ОДПУ по Московській області.
3 березня 1933 - 10 січня 1934 року — начальник Харківського обласного відділу ДПУ УСРР.
«Етнографічний матеріал буде змінений. Напевно, необхідно зліквідувати українську проблему протягом кількох місяців, з жертвою від 10 до 15 мільйонів осіб», — цитує Кацнельсона тодішній італійський консул.
10 січня 1934 року — 10 липня 1934 року — заступник повноважного представника ОДПУ по УСРР — заступник голови ДПУ УСРР. 
11 липня 1934 року — 7 квітня 1937 року — заступник народного комісара внутрішніх справ УСРР.
29 квітня — 17 липня 1937 року — заступник начальника ГУТАБу НКВС СРСР, одночасно — начальник Дмитровського виправно-трудового табору і заступник начальника будівництва каналу Москва-Волга.
У ході «чистки» НКВС знятий з усіх посад і заарештований 17 липня 1937 року. 
10 березня 1938 року засуджений до страти і того ж дня розстріляний.
Посмертно реабілітований 9 липня 1957 року. Служба безпеки України внесла З. Б. Кацнельсона в список організаторів Голодомору.

## Звання
- комісар державної безпеки 2-го рангу (26.11.1935)

## Нагороди
- орден Червоного Прапора (14.12.1927)
- знак «Почесний працівник ВНК—ДПУ (V)» № 39 (1922)
- знак «Почесний працівник ВНК—ДПУ (XV)» (20.12.1932)